# Louis Feuillard
Louis Feuillard   (Dijon, 20 de juny de 1872 - París, 18 de setembre de 1941) va ser professor del Conservatori de París, músic de cambra i violoncel·lista de Quartet.
Va estudiar amb Jules Delsart, i en acabar va seguir la carrer de la docència musical. Va ser reconegut per les seves habilitats docents principalment com a professor del violoncel·lista Paul Tortelier. Els seus exercicis diaris prenen els aspectes més importants de la tècnica de violoncel, com ara exercicis de coll i polze i exercicis de proa. És en particular a causa de l'estructura lògica dels exercicis que han entrat en l'aprenentatge estàndard de violoncel des de la seva publicació el 1919.